# Eddie Polo

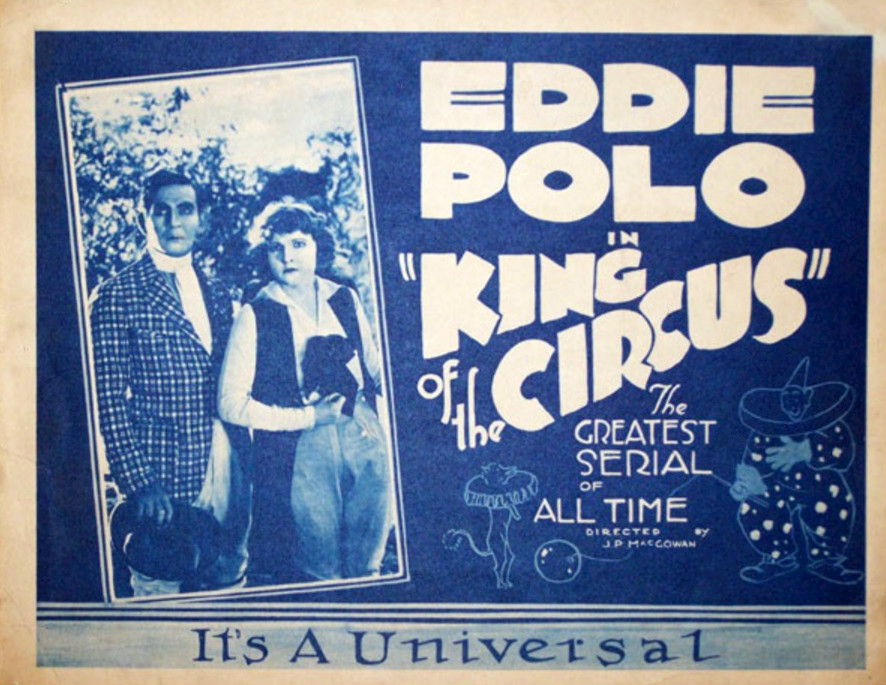
Cartaz do seriado King of the Circus (1920)

Eddie Polo (1 de fevereiro de 1875 – 14 de junho de 1961) foi um ator de cinema austríaco-americano, da era do cinema mudo. Ele atuou em 77 filmes entre 1913 e 1944. Foi apelidado de "Hercules of the Screen" (“Hércules das Telas”).

## Biografia
Nascido Edward W. Wyman  em Viena, na Áustria, Eddie Polo trabalhava desde sua juventude como um artista de circo (parte de um número de acrobacia). G. M. Anderson, da Essanay Studios, introduzido pela primeira vez Eddie no cinema, dando-lhe um papel na série “Slipery Slim”. Pouco tempo depois ele se juntou à Universal Pictures. O primeiro destaque foi o seriado The Broken Coin, onde atuou como coadjuvante, ao lado de Grace Cunard e Francis Ford.
Com o papel de Cyclone Smith, Pólo atuou na série de filmes sobre esse personagem, pela Universal Pictures, nos primeiros anos após o fim da Primeira Guerra Mundial. Apelidado de “Hércules das Telas”, foi o primeiro homem a saltar com um para-quedas da Torre Eiffel, em 1915.
Em 1926, Pólo foi à Áustria para seu primeiro filme em língua alemã, Die Eule, e ficou durante 6 anos na Alemanha, atuando em filmes, alguns sob o nome "Eddy Polo". Após voltar aos Estados Unidos, conseguiu apenas pequenos papéis, os últimos deles não creditados. Seu último filme foi Two Sisters from Boston, em 1946, onde fez um papel não creditado.
Polo morreu em Hollywood, Los Angeles, Califórnia, de infarto agudo do miocárdio, quando estava em um restaurante.

## Eddie Polo Productions
Eddie Polo Productions, conhecida também como Star Serial Corporation, foi uma companhia cinematográfica formada em função de produzir os seriados de Polo, porém teve uma única produção, lançada em 1922, o seriado Captain Kidd, encerrando então suas atividades.

## Família
Ele foi o pai da atriz Malvine Polo (1903-2000), muito lembrada por ter sido a menina deficiente do filme de Erich von Stroheim, Foolish Wives, em 1922.
Seu irmão, Sam Polo, também foi ator.

## Filmografia parcial
| Ano  | Título                            | Papel                     | Obs                                                          |
| ---- | --------------------------------- | ------------------------- | ------------------------------------------------------------ |
| 1915 | The Broken Coin                   | Roleau                    | Seriado                                                      |
| 1915 | Graft                             |                           | Seriado                                                      |
| 1916 | The Adventures of Peg o' the Ring |                           | Cenas deletadas. Seriado                                     |
| 1916 | Liberty, A Daughter of the USA    | Pedro                     | Títulos alternativos: The Fangs of the Wolf Liberty. Seriado |
| 1917 | The Gray Ghost                    | Marco                     | Seriado                                                      |
| 1917 | Bull's Eye                        | Cody                      | Seriado                                                      |
| 1917 | The Bronze Bride                  | Pena Branca               | Seriado                                                      |
| 1918 | Lure of the Circus                | Eddie Somers              | Seriado                                                      |
| 1920 | King of the Circus                | Eddie King                | Seriado                                                      |
| 1920 | The Vanishing Dagger              | John Edward Grant         | Seriado                                                      |
| 1921 | Do or Die                         | Jack Merton               | Seriado                                                      |
| 1921 | The Secret Four                   |                           | Seriado                                                      |
| 1922 | Captain Kidd                      | Edward Davis              | Produção de Eddie Polo. Seriado                              |
| 1942 | The Secret Code                   |                           | Não-creditado. Seriado                                       |
| 1942 | Don Winslow of the Navy           | Assistente de laboratório | Não-creditado. Seriado                                       |
| 1942 | Gang Busters                      | Piloto                    | Não creditado. Seriado                                       |